# Deltagänget
Deltagänget (originaltitel: National Lampoon's Animal House) är en amerikansk komedifilm från 1978 i regi av John Landis, med bland andra John Belushi, Donald Sutherland och Kevin Bacon i rollerna.

## Handling
Året är 1962. Studentföreningen i Delta-huset är en skamfläck för Faber College, och rektor Wormer (John Vernon) har nu fått nog. Hans plan är att hårdbevaka de minst sagt partyglada studenterna och se till att de sparkas ut från skolan för gott. Men vad hjälper hårdare regler mot ett gäng som är helt i avsaknad av respekt för auktoriteter. Det enda Deltagänget vill göra är att festa – så en motattack sätts i verket för att försvara denna livsstil. Och mot de här killarna kan man helt enkelt inte vinna.

## Rollista (i urval)
| John Belushi      | – John "Bluto" Blutarsky     |
| Tim Matheson      | – Eric "Otter" Stratton      |
| John Vernon       | – Dean Vernon Wormer         |
| Verna Bloom       | – Marion Wormer              |
| Tom Hulce         | – Larry "Pinto" Kroger       |
| Peter Riegert     | – Donald "Boon" Schoenstein  |
| Stephen Furst     | – Kent "Flounder" Dorfman    |
| Bruce McGill      | – Daniel Simpson "D-Day" Day |
| Mark Metcalf      | – Doug Neidermeyer           |
| James Widdoes     | – Robert Hoover              |
| James Daughton    | – Gregory "Greg" Marmalard   |
| Karen Allen       | – Katy                       |
| Kevin Bacon       | – Chip Diller                |
| Donald Sutherland | – Prof. Dave Jennings        |

## Om filmen
Filmen kan ses som den första collegefilmen. John Landis skapade med denna lågbudgetfilm en helt ny genre med oräkneliga filmer som följde i kölvattnet efter.
Greg Marmalad och Doug Neidermeyer ställs mot säregna typer som Otter, Hoover, D-Day, Boon och John "Bluto" Blutarsky.